# 킴벌리 아마토
킴벌리 아마토(Kimberly Amato, 1976년 7월 3일 ~ )는 미국의 배우, 텔레비전 배우, 영화배우이다.

## 영화
- 데이빗의 아파트 (2007년)
- 더블 데어 (2004년) - 본인 역